# مارتن بنغتسون
مارتن بنغتسون (بالسويدية: Martin Bengtsson)‏ هو لاعب كرة قدم وكاتب سويدي، ولد في 14 مارس 1986.